# Brudskär, Karleby
Brudskär (finska: Morsiussaari) är en ö i Finland.   Den ligger i landskapet Mellersta Österbotten, i den centrala delen av landet, 400 km norr om huvudstaden Helsingfors.